# 長州鉄道
長州鉄道（ちょうしゅうてつどう）は、山口県下関市の東下関駅から小串駅までの鉄道路線を有していた鉄道事業者である。幡生駅 - 小串駅間は1925年（大正14年）に買収・国有化され現在の山陰本線の一部となり、東下関駅 - 幡生駅間は1928年（昭和3年）に山陽電気軌道の路線の一部となり消滅した。なお、小月駅 - 西市駅間を建設・運営した長門鉄道とは、直接の関係はない。

## 歴史
鉄道の便がなかった山口県西部の日本海沿岸諸集落を連ねて開発をはかる目的で、1911年に長州軽便鉄道が豊浦郡生野村（東下関付近）と大津郡深川村（正明市、現在の長門市）を結ぶ免許を得たのがはじまりである。会社は長州鉄道として設立され1914年に東下関 - 小串間を開業させた。だが、ここから先の建設は資金の都合で頓挫してしまった。
1925年に幡生 - 小串が国鉄小串線として買収されると、長州鉄道では残存区間である東下関 - 幡生間2.3kmの営業を維持するため、伊那電車軌道（現、飯田線）から車両を購入して1926年より電車運転が開始された。一時は市内循環鉄道の構想を立てて免許を得るものの、山陽電気軌道と共通した出資者が多かったことから、1928年に山陽電気軌道へ路線を譲渡し長州鉄道は終わりを迎えた。最末期には路線長は日本国内で最短クラスだったものの、市内交通機関としての機能を持っていたため8分配当であったという。
譲渡を受けた山陽電気軌道では旧長州鉄道線を幡生線とし、それと連絡させるために唐戸 - 東下関（「東駅」と通称）間へ1929年に唐戸線を建設した。1932年には長関線が唐戸まで伸びてきたこともあって、3路線の線路が一本につながった。

### 年表
- 1911年（明治44年）8月4日 長州軽便鉄道に対し豊浦郡生野村 - 大津郡深川村の鉄道敷設免許[2]
- 1912年（明治45年）3月9日 長州鉄道[3]設立登記
- 1913年（大正2年）8月16日 深川村 - 三隅村の延長線鉄道敷設免許[4]
- 1914年（大正3年）4月22日 東下関 - 小串を蒸気動力で開業[5]
- 1914年（大正3年）11月6日 生野村 - 関後地村および国道9号線沿いに旧下関駅に達する連絡線の鉄道敷設免許[6]
- 1915年（大正4年）2月27日 正明市 - 三隅の延長線免許失効[7]
- 1915年（大正4年）8月2日 鉄道免許失効（1914年11月6日免許 下関市 - 豊浦郡生野村間）[8]
- 1915年（大正4年）10月19日 小串 - 正明市の路線免許（1911年8月4日）返上[9]
- 1917年（大正6年）3月1日 垢田口停留所を廃止[10]
- 1925年（大正14年）6月1日 幡生 - 小串が小串線（後、山陰本線）として買収・国有化[11]
- 1926年（大正15年）5月1日 武久付近より国道191号線に沿い旧下関駅に達する鉄道敷設免許[12]
- 1927年（昭和2年）3月 残存区間の東下関 - 幡生を電化
- 1928年（昭和3年）10月30日 山陽電気軌道に譲渡認可[13]
- 1928年（昭和3年）12月18日 山陽電気軌道に事業、資産を譲渡

## 路線

### 概要
幡生 - 小串の買収当時を示す
- 距離：東下関 - 小串 26.5km
- 駅数：12
- 軌間：1067mm
- 電化区間：なし（非電化）
- 複線区間：なし
- 動力：蒸気

一般車庫、工場は東下関、機関車庫と給炭水設備は小串

### 駅一覧
幡生 - 小串買収直前を示す
東下関駅 - 金比羅駅 - 幡生駅 - 垢田口駅* - 綾羅木駅 - 安岡駅 - 福江駅 - 吉見駅 - 梅ケ峠駅 - 黒井村駅 - 川棚温泉駅 - 小串駅
*: 1917年廃止

### 接続路線
- 幡生駅：山陽本線

## 輸送・収支実績
| 年度 | 輸送人員（人） | 貨物量（トン） | 営業収入（円） | 営業費（円） | 営業益金（円） | その他益金（円）        | その他損金（円）             | 政府補助金（円） |
| ---- | -------------- | -------------- | -------------- | ------------ | -------------- | ----------------------- | ---------------------------- | ---------------- |
| 1914 | 278,882        | 4,815          | 57,566         | 38,413       | 19,153         |                         | 社長取締役慰労金1,500        | 23,316           |
| 1915 | 254,311        | 7,305          | 56,549         | 39,302       | 17,247         |                         | 償却金3,254営業前所得税1,258 | 28,248           |
| 1916 | 284,538        | 7,710          | 64,936         | 43,780       | 21,156         |                         |                              | 23,682           |
| 1917 | 358,160        | 13,635         | 89,164         | 48,098       | 41,066         | 雑損金300建設費償却金84 |                              | 9,444            |
| 1918 | 421,122        | 15,065         | 124,810        | 64,154       | 60,656         | 雑損金338               |                              |                  |
| 1919 | 531,237        | 18,446         | 167,424        | 81,366       | 86,058         | 雑損金98                |                              |                  |
| 1920 | 548,880        | 19,106         | 205,135        | 102,354      | 102,781        |                         |                              |                  |
| 1921 | 578,943        | 14,748         | 211,188        | 96,513       | 114,675        |                         |                              |                  |
| 1922 | 592,609        | 13,477         | 214,540        | 98,484       | 116,056        |                         |                              |                  |
| 1923 | 587,115        | 13,165         | 231,999        | 103,882      | 128,117        |                         |                              |                  |
| 1924 | 588,526        | 15,679         | 218,257        | 109,244      | 109,013        |                         |                              |                  |
| 1925 | 269,618        | 2,633          | 55,073         | 32,065       | 23,008         | 買収益金651,932         |                              |                  |
| 1926 | 274,340        |                | 45,142         | 32,221       | 12,921         |                         |                              |                  |
| 1927 | 320,819        |                | 40,309         | 29,294       | 11,015         | 払戻税金14,714          |                              |                  |
| 1928 | 294,573        |                | 43,859         | 24,613       | 19,246         |                         |                              |                  |

- 鉄道院年報、鉄道院鉄道統計資料、鉄道省鉄道統計資料、鉄道統計資料各年度版

## 車両
技師長が兼務だったため、長門鉄道に同形の車両が採用されている。

### 開業当時
蒸気機関車3両（A1形1 - 3。後の鉄道省1045形）、客車10両、貨車16両

### 幡生 - 小串買収当時
蒸気機関車4両、客車13両、貨車23両
この間にB1形4（後の鉄道省1055形1055）を増備している。
客車3両を残存路線用に残した以外、すべての車両を鉄道省に引き継いだ。

### 電化前
客車3両の他、電化までのつなぎとして蒸気機関車2両を鉄道省から借り入れた。1両は大湯鉄道引き継ぎの40号機、他の1両は社線引き継ぎの旧1号機（鉄道省1045号）であった。

### 電化後
客車3両は長門鉄道・芸備鉄道に売却し蒸気機関車は鉄道省に返却、伊那電車軌道から電車（木製単車）3両を購入して使用した。電車は山陽電気軌道に引き継いだ。

### 車両数の変遷
| 年度      | 機関車 | 電車 | 客車 | 貨車 | 貨車 |
| 年度      | 機関車 | 電車 | 客車 | 有蓋 | 無蓋 |
| --------- | ------ | ---- | ---- | ---- | ---- |
| 1914-1921 | 3      |      | 10   | 14   | 12   |
| 1922-1923 | 3      |      | 13   | 11   | 12   |
| 1924      | 4      |      | 13   | 11   | 12   |
| 1925      |        | 3    | 3    |      |      |
| 1926-1928 |        | 3    | 2    |      |      |

- 鉄道院年報、鉄道院鉄道統計資料、鉄道省鉄道統計資料、鉄道統計資料各年度版

## 施設
- 東変電所、電動発電機（交流側3300V直流側600V）直流側の出力100KW、常用1予備1、製造所三菱電機[15]